# Велан
Велан (фр. Velanne) — коммуна во Франции, находится в регионе Рона — Альпы. Департамент коммуны — Изер. Входит в состав кантона Шартрёз-Гье. Округ коммуны — Ла-Тур-дю-Пен.
Код INSEE коммуны — 38531. Население коммуны на 2006 год составляло 463 человека. Населённый пункт находится на высоте от 509 до 641 метров над уровнем моря. Муниципалитет расположен на расстоянии около 450 км юго-восточнее Парижа, 70 км юго-восточнее Лиона, 35 км севернее Гренобля. Мэр коммуны — Denis Mollière, мандат действует на протяжении 2008—2014 гг.
Динамика населения (INSEE):